# Laiwu, Jinan
Districtul Laiwu (în chineză simplificată: 莱芜区; chineză tradițională: 萊蕪區; pinyin: Láiwú Qū) este unul dintre cele 10 districte urbane⁠(d) ale orașului prefectoral Jinan, capitala provinciei Shandong, China de Est.
Are o suprafață de 1,906.89 km2 și 989.535 de locuitori la recensământul din 2010. Cu toate acestea, suprafața sa construită din districtul Laiwu și districtul Gangcheng (fostul oraș Laiwu⁠(d)) găzduia 1.298.529 de locuitori.
În ianuarie 2019, guvernul provincial Shandong a anunțat printr-o decizie că orașul la nivelul prefecturii Laiwu⁠(d) a fost absorbit de Jinan. Districtul Laicheng a fost redenumit Districtul Laiwu sub administrația Jinanului.

## Diviziuni administrative
În 2012, districtul Laicheng este împărțit în 4 subdistricte, 10 orașe și un municipiu.
Subdistricte
| - Subdistrictul Fengcheng (凤城街道) - Subdistrictul Zhangjiawa (张家洼街道) | - Subdistrictul Gaozhuang (高庄街道) - Subdistrictul Pengquan (鹏泉街道) - Subdistrictul Kouzhen⁠(d) (口镇街道) |

Orașe
| - Yangli (羊里镇) - Fangxia (方下镇) - Niuquan (牛泉镇) - Miaoshan⁠(d) (苗山镇) | - Xueye (雪野镇) - Dawangzhuang (大王庄镇) - Zhaili (寨里镇) - Yangzhuang (杨庄镇) - Chayekou (茶业口镇) |

Municipii
- Municipiul Hezhuang (和庄乡)

## Clima
| Date climatice pentru Laiwu District (1991–2020 normals, extremes 1981–2010) | Date climatice pentru Laiwu District (1991–2020 normals, extremes 1981–2010) | Date climatice pentru Laiwu District (1991–2020 normals, extremes 1981–2010) | Date climatice pentru Laiwu District (1991–2020 normals, extremes 1981–2010) | Date climatice pentru Laiwu District (1991–2020 normals, extremes 1981–2010) | Date climatice pentru Laiwu District (1991–2020 normals, extremes 1981–2010) | Date climatice pentru Laiwu District (1991–2020 normals, extremes 1981–2010) | Date climatice pentru Laiwu District (1991–2020 normals, extremes 1981–2010) | Date climatice pentru Laiwu District (1991–2020 normals, extremes 1981–2010) | Date climatice pentru Laiwu District (1991–2020 normals, extremes 1981–2010) | Date climatice pentru Laiwu District (1991–2020 normals, extremes 1981–2010) | Date climatice pentru Laiwu District (1991–2020 normals, extremes 1981–2010) | Date climatice pentru Laiwu District (1991–2020 normals, extremes 1981–2010) | Date climatice pentru Laiwu District (1991–2020 normals, extremes 1981–2010) |
| Luna                                                                         | Ian                                                                          | Feb                                                                          | Mar                                                                          | Apr                                                                          | Mai                                                                          | Iun                                                                          | Iul                                                                          | Aug                                                                          | Sep                                                                          | Oct                                                                          | Nov                                                                          | Dec                                                                          | Anual                                                                        |
| ---------------------------------------------------------------------------- | ---------------------------------------------------------------------------- | ---------------------------------------------------------------------------- | ---------------------------------------------------------------------------- | ---------------------------------------------------------------------------- | ---------------------------------------------------------------------------- | ---------------------------------------------------------------------------- | ---------------------------------------------------------------------------- | ---------------------------------------------------------------------------- | ---------------------------------------------------------------------------- | ---------------------------------------------------------------------------- | ---------------------------------------------------------------------------- | ---------------------------------------------------------------------------- | ---------------------------------------------------------------------------- |
| Maxima medie °C (°F)                                                         | 3.9 (39)                                                                     | 7.5 (45,5)                                                                   | 13.8 (56,8)                                                                  | 21.0 (69,8)                                                                  | 26.6 (79,9)                                                                  | 30.5 (86,9)                                                                  | 31.2 (88,2)                                                                  | 30.0 (86)                                                                    | 26.3 (79,3)                                                                  | 20.4 (68,7)                                                                  | 12.4 (54,3)                                                                  | 5.5 (41,9)                                                                   | 19,09 (66,37)                                                                |
| Media zilnică °C (°F)                                                        | −1.4 (29,5)                                                                  | 1.9 (35,4)                                                                   | 7.9 (46,2)                                                                   | 14.9 (58,8)                                                                  | 20.8 (69,4)                                                                  | 25.0 (77)                                                                    | 26.6 (79,9)                                                                  | 25.4 (77,7)                                                                  | 21.0 (69,8)                                                                  | 14.7 (58,5)                                                                  | 7.1 (44,8)                                                                   | 0.5 (32,9)                                                                   | 13,7 (56,66)                                                                 |
| Minima medie °C (°F)                                                         | −5.4 (22,3)                                                                  | −2.5 (27,5)                                                                  | 2.8 (37)                                                                     | 9.4 (48,9)                                                                   | 15.2 (59,4)                                                                  | 19.8 (67,6)                                                                  | 22.7 (72,9)                                                                  | 21.6 (70,9)                                                                  | 16.6 (61,9)                                                                  | 10.0 (50)                                                                    | 2.9 (37,2)                                                                   | −3.3 (26,1)                                                                  | 9,15 (48,47)                                                                 |
| Minima istorică °C (°F)                                                      | −19.3 (−2.7)                                                                 | −17 (1,4)                                                                    | −10.3 (13,5)                                                                 | −3.8 (25,2)                                                                  | 2.4 (36,3)                                                                   | 9.6 (49,3)                                                                   | 12.7 (54,9)                                                                  | 12.0 (53,6)                                                                  | 6.3 (43,3)                                                                   | −3.6 (25,5)                                                                  | −12.4 (9,7)                                                                  | −18 (−0.4)                                                                   | −19,3 (−2,7)                                                                 |
| Precipitații mm (inches)                                                     | 5.6 (0.22)                                                                   | 11.8 (0.465)                                                                 | 13.1 (0.516)                                                                 | 30.2 (1.189)                                                                 | 54.5 (2.146)                                                                 | 94.3 (3.713)                                                                 | 190.3 (7.492)                                                                | 183.9 (7.24)                                                                 | 69.1 (2.72)                                                                  | 28.1 (1.106)                                                                 | 25.2 (0.992)                                                                 | 8.5 (0.335)                                                                  | 714,6 (28,134)                                                               |
| Umiditate [%]                                                                | 56                                                                           | 53                                                                           | 49                                                                           | 50                                                                           | 54                                                                           | 59                                                                           | 74                                                                           | 76                                                                           | 69                                                                           | 63                                                                           | 62                                                                           | 59                                                                           | 60,3                                                                         |
| Nr. de zile cu precipitații (≥ 0.1 mm)                                       | 2.5                                                                          | 3.5                                                                          | 3.6                                                                          | 5.6                                                                          | 6.8                                                                          | 8.3                                                                          | 12.7                                                                         | 12.5                                                                         | 7.4                                                                          | 5.7                                                                          | 4.5                                                                          | 3.4                                                                          | 76,5                                                                         |
| Nr. mediu de zile cu ninsoare                                                | 4.0                                                                          | 3.1                                                                          | 1.7                                                                          | 0.3                                                                          | 0                                                                            | 0                                                                            | 0                                                                            | 0                                                                            | 0                                                                            | 0                                                                            | 1.2                                                                          | 2.6                                                                          | 12,9                                                                         |
| Ore însorite                                                                 | 158.4                                                                        | 159.8                                                                        | 207.1                                                                        | 228.0                                                                        | 250.7                                                                        | 212.5                                                                        | 175.7                                                                        | 180.5                                                                        | 184.3                                                                        | 189.6                                                                        | 161.7                                                                        | 158.4                                                                        | 2.266,7                                                                      |
| Sursă: Administrația Meteorologică din China                                 |                                                                              |                                                                              |                                                                              |                                                                              |                                                                              |                                                                              |                                                                              |                                                                              |                                                                              |                                                                              |                                                                              |                                                                              |                                                                              |

## Sate notabile
- Beishanyang⁠(d)